# 被爆アオギリ
被爆アオギリ（ひばくアオギリ、英: Phoenix Trees (またはChina Parasol Trees) Exposed to the A-bomb）とは、広島県広島市中区中島町の広島平和記念公園内に生育する、被爆した樹木のアオギリ。

## 概要
広島市が選定した被爆樹木の一つであり、その中でも代表的なものである。現在は、広島平和記念資料館東館の北側に2本生育している。6月から7月にかけて黄色い花を咲かせる。その付近に被爆アオギリ二世と見られているアオギリも自生している。
最初の植樹時期は不明。元々は別の場所に植えられており、戦中は広島逓信局の中庭（現日本郵政グループ広島ビル付近）に、4本生育していた。1945年8月6日広島市への原子爆弾投下により被爆。爆心地から約1.30キロメートル離れたところに位置した。逓信局敷地内の建物の影にならず爆心地方向からまともに原爆の熱線と爆風を浴び、4本のうち1本が焼失したものの、残り3本は奇跡的に助かった。翌1946年春には芽が咲いている。1973年、中国郵政局が新庁舎に建て替えることになったことを機に、被爆アオギリは現在の平和公園内に移植された。移植当初は3本生存していたが、うち1本は1996年に枯れてしまった。また残った被爆アオギリも落書きの被害を受けたり、平成16年台風第18号で倒壊したりしているが、市により復旧保全されている。

## 被爆アオギリ二世
残る2本から取れる種やそこから育てた苗木「被爆アオギリ二世」は、広島市の平和活動の一環として日本国内のみならず世界中に配布され、植えられている。あわせて長崎市では、長崎原爆における代表的な被爆樹木である山王神社の「被爆クスノキ」二世も同様に配布されている。原爆投下命令を下したハリー・S・トルーマンアメリカ合衆国大統領が建てたトルーマン図書館の庭には、彼の孫の手により被爆アオギリ二世が植えられている。

## ギャラリー

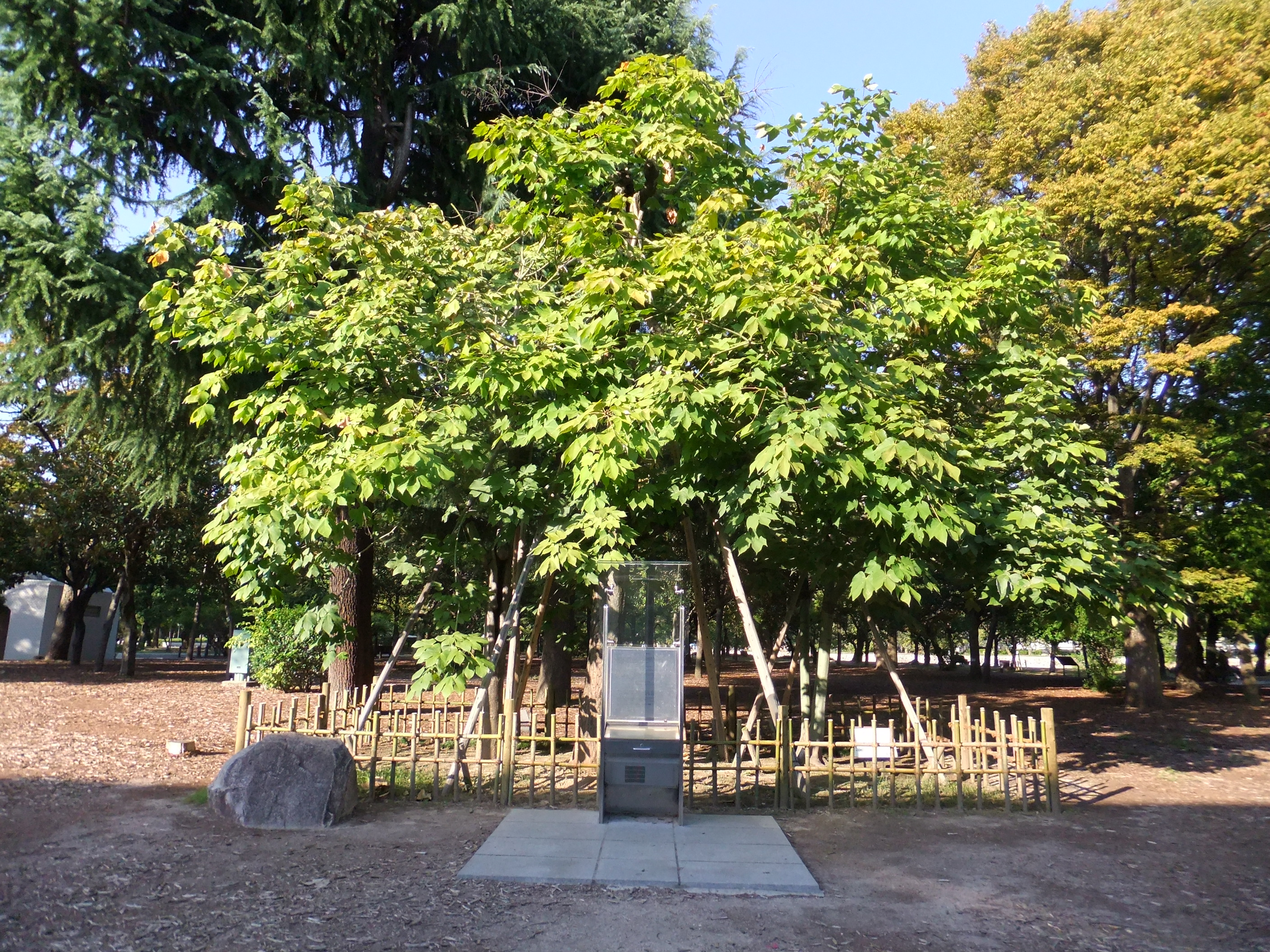
被爆アオギリ一世と二世
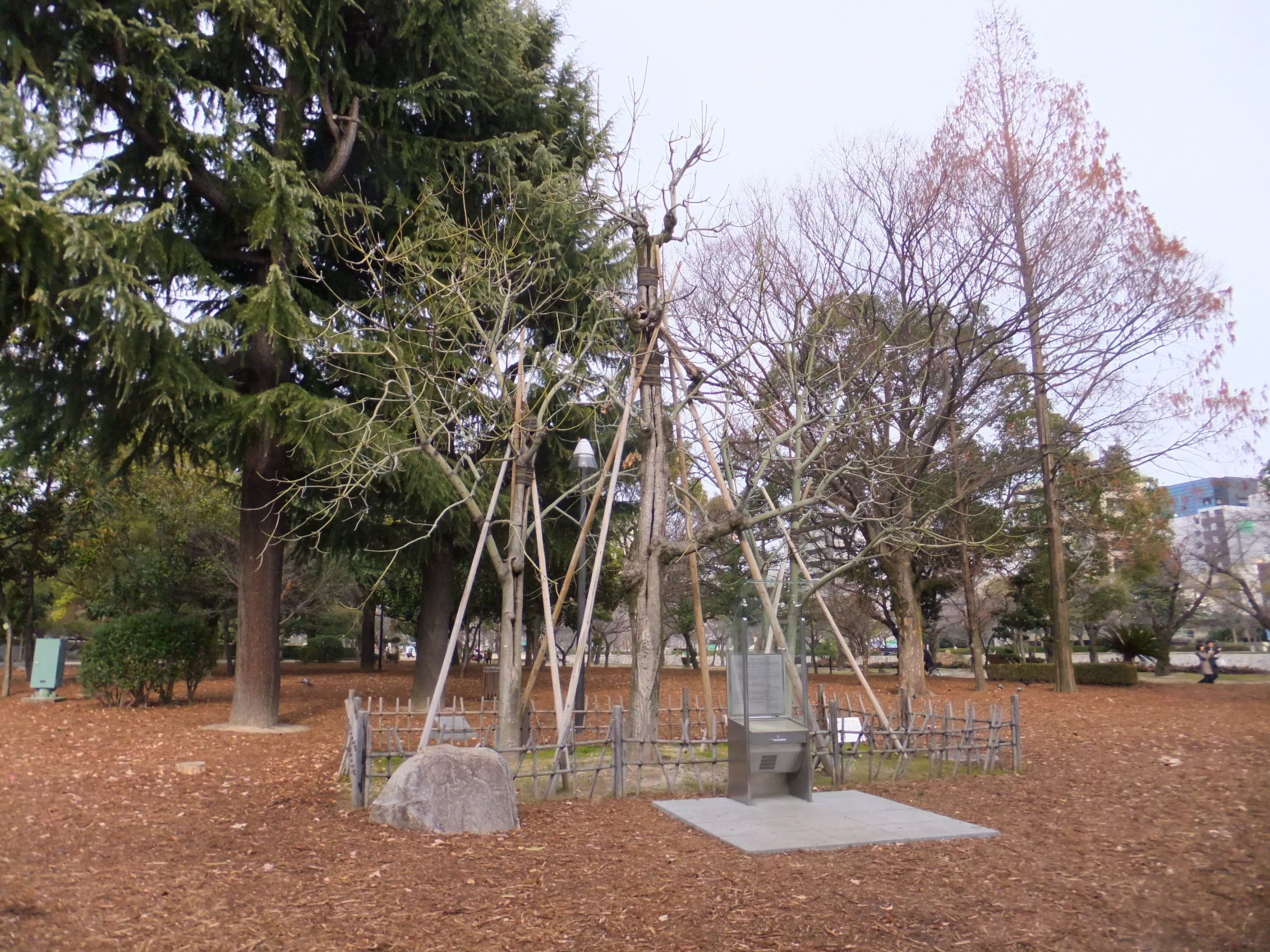
被爆アオギリ一世と二世（落葉期）
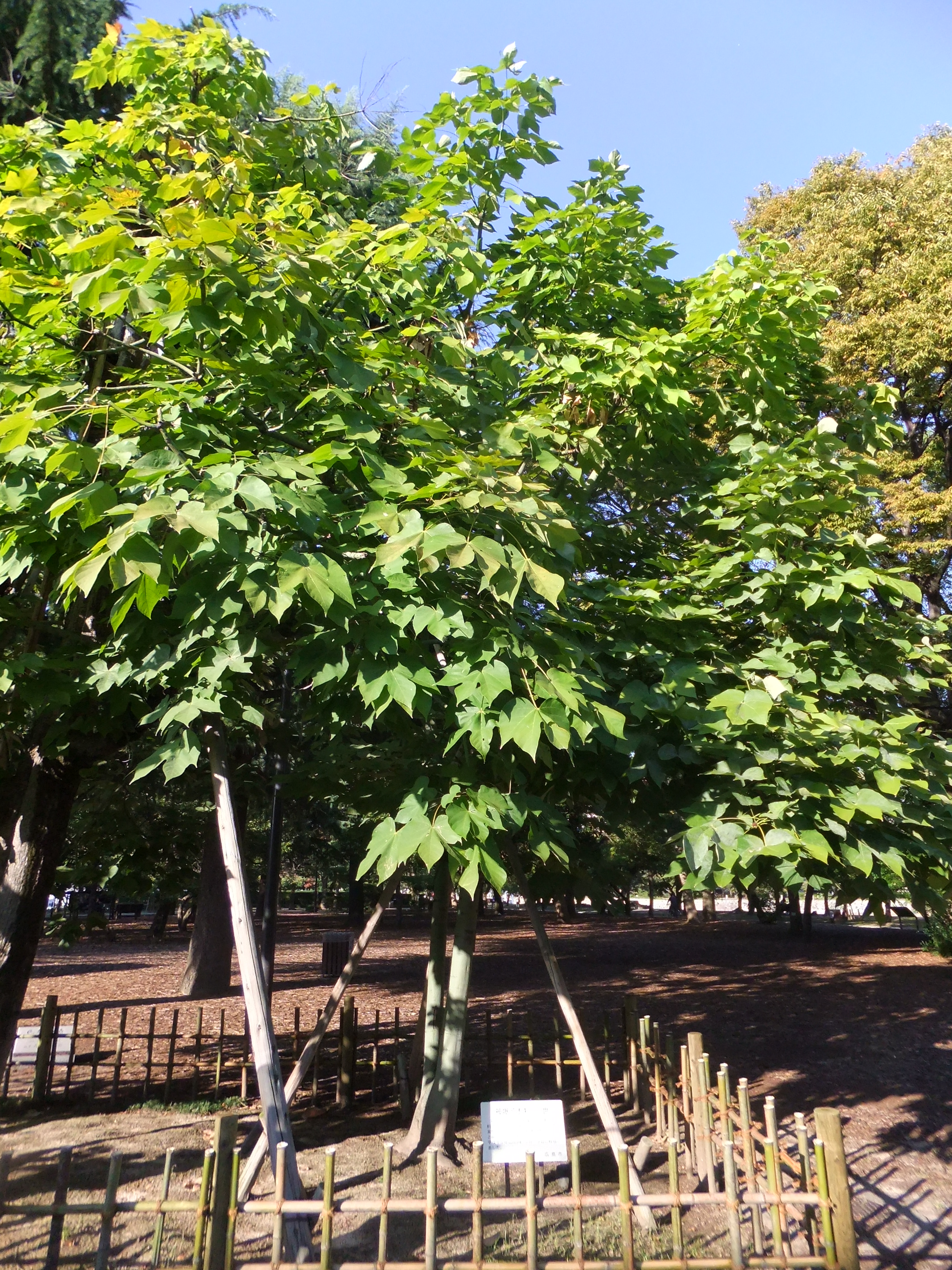
被爆アオギリ二世
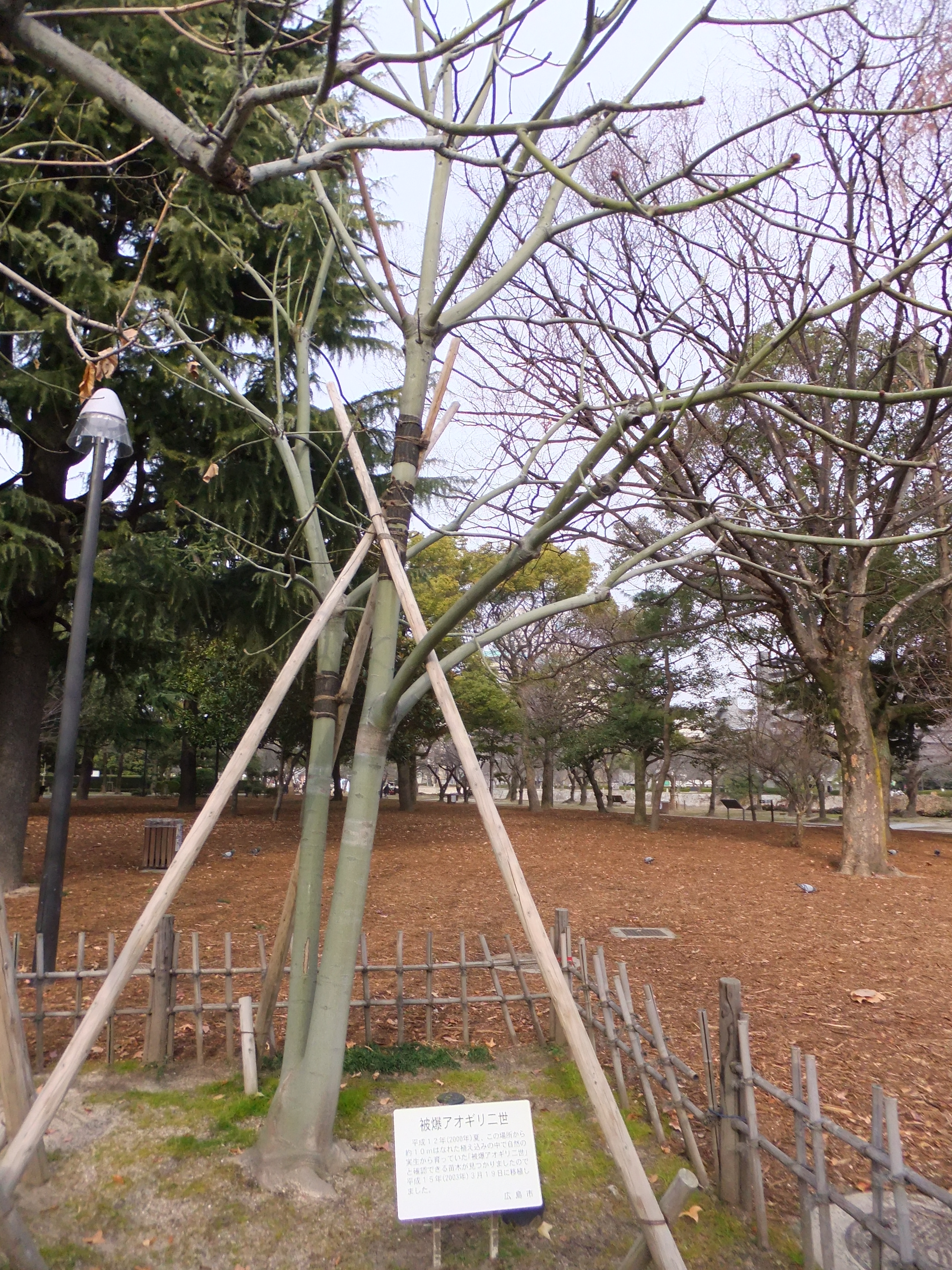
被爆アオギリ二世
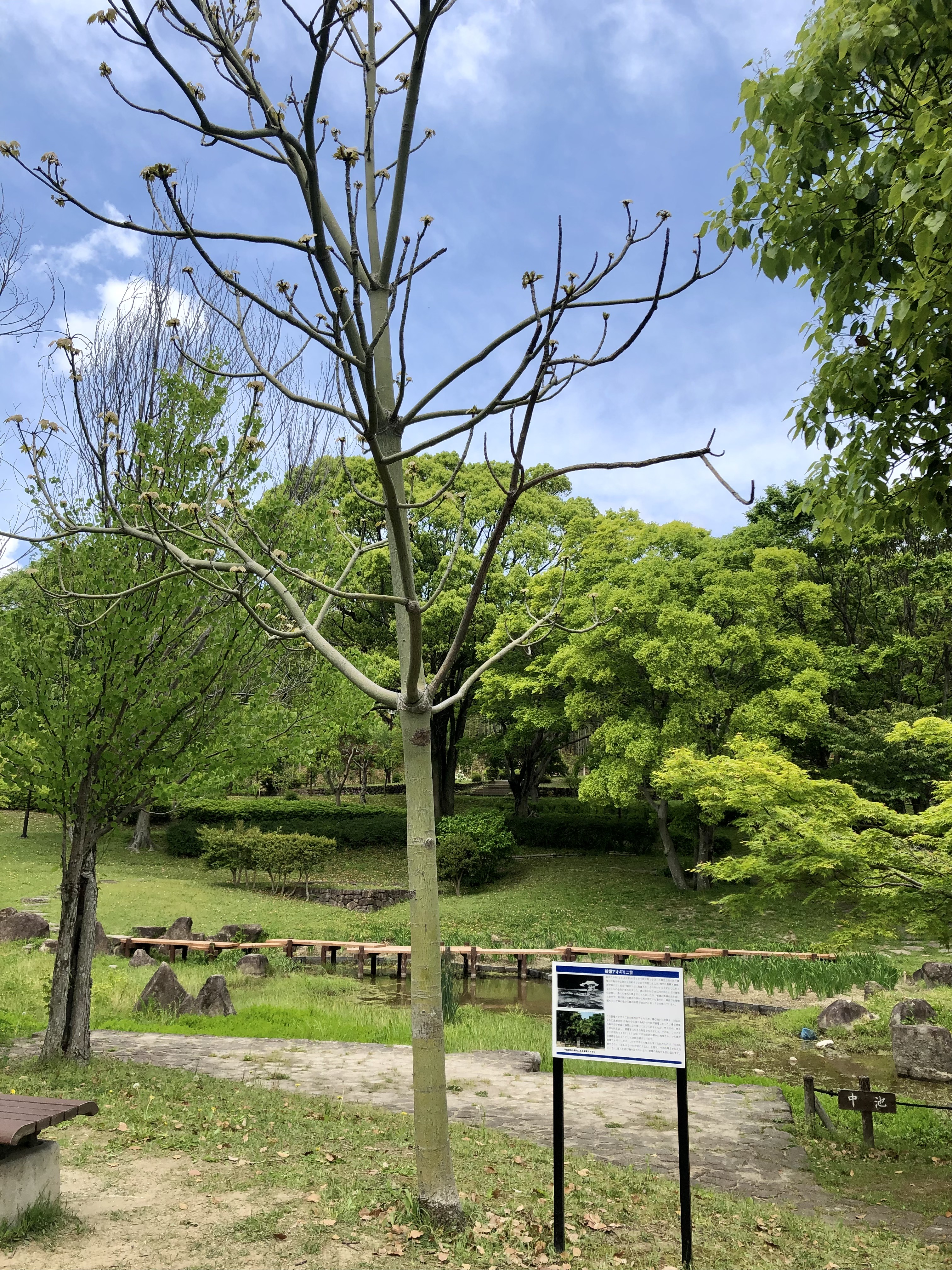
愛知県知多郡東浦町の於大公園に植樹された被爆アオギリ二世[8]。
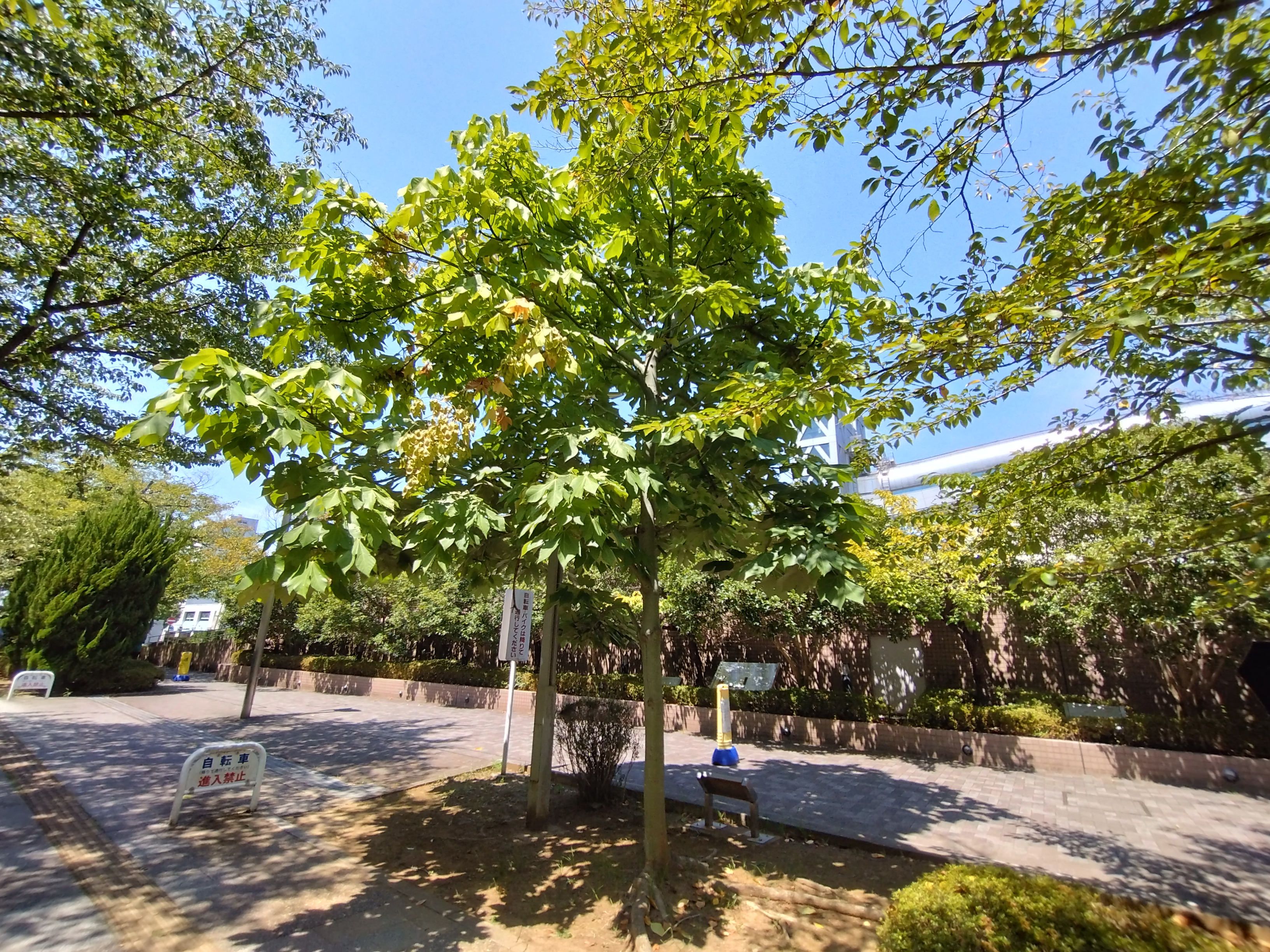
神奈川県横浜市栄区の地球市民かながわプラザに植樹された被爆アオギリ2世。2025年8月17日撮影。

## メディア

### 楽曲
アオギリのうた
2000年、広島市はミレニアム記念事業として市民に「広島の歌」を公募した。2001年公募国内外915点のうち、当時広島市立千田小学校3年生でNHK広島児童合唱団に所属していた森光七彩が作詞・作曲した『アオギリのうた』がグランプリに選ばれた。
この歌は著作権フリーとなっており、広島市内の学校などで歌われている。
電車にゆられ　平和公園　やっと会えたね　アオギリさん　小学校の校庭の木のお母さん
たくさん　たくさん　たね生んで　家ぞくがふえたんだね　よかったね
遠いむかしのきずあとを　直してくれるアオギリの風　遠いあの日のかなしいできごと

資料館で見た　平和の絵　いろんな国の　人々や　私がみんなが考えてゆく広島を
勇気をあつめちかいます　あらそいのない国　平和の灯（ひ）
遠いむかしのできごとを　わすれずに思うアオギリのうた　これから生まれてゆく広島を大切に

広島のねがいはただひとつ　せかい中のみんなの明るい笑顔

アオギリの木の下で…
レゲエシンガー、Metisによる歌。

### 映画
アオギリにたくして
アオギリの語り部と呼ばれた沼田鈴子をモデルに制作された映画。